# 在日台灣同鄉會
在日台灣同鄉會是以在日台灣人相互扶持和交誼為目的，於1973年2月17日在日本創立的的團體。以在日台灣人和其配偶或子女為正式會員。

## 主要活動
舉辦演講、座談會、音樂會、餐會，目的在為了促進在日台灣人之間的交流和讓日本國民更加了解台灣。

## 外部連結
- 在日台灣同鄉會（页面存档备份，存于）（日語）
- 在日台灣同鄉會